# Monsteret
|  | Denne artikel er oprettet af botten PalnaBot ud fra en ekstern database. Den kan derfor have sproglige fejl eller mangler. Denne skabelon kan fjernes efter kontrol af indholdet. |

Monsteret er en børnefilm instrueret af Niels Nørløv Hansen efter manuskript af Jesper Nicolaj Christiansen.

## Handling
Selvom Frode kun er 7 år, tror han ikke rigtigt på monstre. Det ændrer sig dog hurtigt, da Frodes far skal i byen med Mette, der hader børn. Hun forærer nemlig Frode en lille monsterdukke, som straks ryger ind i bunden af skabet. Da Frode senere ligger i sin seng, kommer der pludselig en knirkende lyd fra skabet, det er nemlig ikke nogen helt almindelig dukke.